# Goodyera crocodiliceps
Goodyera crocodiliceps är en orkidéart som beskrevs av Paul Ormerod. Goodyera crocodiliceps ingår i släktet knärötter, och familjen orkidéer.
Artens utbredningsområde är Papua Nya Guinea. Inga underarter finns listade i Catalogue of Life.